# Giovanni Matta
Giovanni Matta, né à Palerme le 10 mars 1928, mort le 8 mars 1983, est un homme politique italien.

## Biographie
Giovanni Matta devient avocat après l'obtention d'un laurea en droit.
Membre du courant d'Amintore Fanfani, formant l'aile gauche de la Démocratie chrétienne, il fait partie dans les années 1950 de la jeune garde qui prend des responsabilités dans la province de Palerme autour de Giovanni Gioia et de Salvatore Lima dont il est le secrétaire personnel
Il dirige un temps la société BOA, gestionnaire de stations essence en Sicile occidentale qui a pu participer au financement occulte du courant de Gioia. 
Lorsque Lima est embauché comme adjoint aux travaux publics de la municipalité de Palerme en 1956, Matta est embauché comme technicien juridique auprès de lui. En 1960, Matta démissionne de ce poste pour se présenter aux élections municipales.
Pendant 15 ans, il est adjoint à l'urbanisme puis aux travaux publics à l'époque du Sac de Palerme. Interrogé par la Commission parlementaire antimafia en 1970, il minimise l'existence de la mafia et nie les liens qu'elle entretient avec l'administration municipale. 
En mars 1972, les carabiniers dirigés par le colonel Carlo Alberto dalla Chiesa enquêtent sur la délivrance d'un permis pour la construction par Giovanna Mercurio, épouse de Giovanni Matta, d'une villa, le ministère public de Palerme y reconnaissant des fait de délit d'intérêt privé dans les actes officiels.
Il est élu pour la première fois à la Chambre des députés lors des élections générales de mai 1972 par le collège de Palerme. Sa désignation au sein de la Commission parlementaire antimafia, alors qu'il avait été entendu par celle-ci dans le cadre de l'enquête sur les affaires de l'entrepreneur Francesco Vassallo avec la municipalité de Palerme, provoque la démission de la majorité de ses membres en janvier 1973.
Il est également soupçonné d'avoir favorisé la société ICEM de Roberto Parisi pour l'attribution du marché d'éclairage public de Palerme, lequel tient une place importante dans comité électoral de Giovanni Matta après l'attribution du contrat.
En 1976, il participe avec Salvo Lima et Mario D'Acquisto au Palais Chigi à la réunion scellant l'accord entre  Giulio Andreotti et Vito Ciancimino.
Il est réélu député italien pour les VIIe (1976-1979) et VIIIe (1979-1983) législatures, et meurt trois mois avant la fin de cette dernière, remplacé par Ernesto Di Fresco.
Son frère, Salvatore, a dirigé le Palerme Football Club après l'assassinat du propriétaire, Roberto Parisi.